# سوندرگار
سوندرگار (به انگلیسی: Sundergarh) یک شهرک و شهرداری در هند است که در شهرستان سوندرگار واقع شده‌است. سوندرگار ۴۵٬۰۳۶ نفر جمعیت دارد و ۲۳۳ متر بالاتر از سطح دریا واقع شده‌است.